# ALL TIME SINGLES BEST
『ALL TIME SINGLES BEST』（オール・タイム・シングルズ・ベスト）は、華原朋美のベストアルバム。2015年6月24日にユニバーサルJより、『ALL TIME SELECTION BEST』と2作品同時発売。

## 概要
- デビュー20周年を記念してリリースされるベストアルバム。ORUMOK RECORDS（現・NBCユニバーサル・エンターテイメントジャパン）〜 ワーナーミュージック・ジャパン 〜 ユニバーサルミュージックと3つのレーベルを超えてのオールタイム・ベストは自身初となる。歴代シングルの29曲と、本作の為に書き下ろされた新曲「Long way to go」を加えた全30曲を2CDに収録。活動休止前にリリースした「華／Keep On Running」と「あのさよならにさよならを」はアルバム初収録となり、先行シングルとなった「はじまりのうたが聴こえる」も収録。2003年に朋ちゃん&コロッケ名義で発売したシングル「ありがとね!」（発売元：徳間ジャパンコミュニケーションズ）は未収録となっている。ただし、ワーナー在籍時代の音源に関しては、所有している原盤権がワーナー側の許諾が許されていない為、iTunes Storeをはじめとする主要音楽配信サイトでは、ORUMOK RECORDS・ユニバーサルミュージックのみ配信されている。
  - ワーナーミュージック時代の音源で唯一配信されているのは、2001年に発売された5thアルバム『Love Again』だけとなっていたが、2023年10月26日に全楽曲が一斉に解禁された。
- 新曲「Long way to go」は、自身の過去・現在を経て未来へと向かう希望を歌ったバラードとなっており[1]、「はじまりのうたが聴こえる」に匹敵する名曲であると本人談[2]。また、当初本人は歌い直しを強く希望しておりファンからも希望する声が多かったが、スタッフに説得されて当時の音源のままの収録となった。理由について「昔の自分の歌声を聴いて、恥ずかしいと感じる部分もあるが、ファンの方々はその歌声を聴いてその時を過ごしているので、わざわざ今の自分を入れる必要はない」と語っている[3]。
- ジャケットは、黒を基調としたモノクロ写真となっており、特に通常盤のジャケットは、ファーストアルバム『LOVE BRACE』を彷彿させるアングルで撮影されている。
- 初回限定盤のDVDには、“SINGLES MUSIC VIDEO COLLECTION”と題し、デビュー曲「keep yourself alive」からミリオンヒットを記録した「I BELIEVE」「I'm proud」「Hate tell a lie」に加え、初作品化となる「あのさよならにさよならを」「はじまりのうたが聴こえる」など全8曲のミュージックビデオを収録。
  - 当初は「tumblin'dice」「here we are」「PLEASURE」など収録予定とされていたが、ワーナー時代の著作権の都合からか変更になった。そのため、ワーナー時代の半数以上の曲は未だ作品化がされていない。
- 本作でカバーアルバム『MEMORIES』『MEMORIES 2』に次いで、3作連続のオリコン週間アルバムランキングTOP10入りを果たした。（Special Editionは除く）
- 売上枚数は1万5658枚。

## 収録曲
(※)は、アルバム初収録曲。

### CD
| #         | タイトル                         | 作詞              | 作曲      | 編曲      | 時間  |
| --------- | -------------------------------- | ----------------- | --------- | --------- | ----- |
| 1.        | 「keep yourself alive」          | 小室哲哉          | 小室哲哉  | 小室哲哉  | 5:10  |
| 2.        | 「I BELIEVE」                    | 小室哲哉          | 小室哲哉  | 小室哲哉  | 5:36  |
| 3.        | 「I'm proud」                    | 小室哲哉          | 小室哲哉  | 小室哲哉  | 4:31  |
| 4.        | 「LOVE BRACE」                   | 小室哲哉          | 小室哲哉  | 小室哲哉  | 6:48  |
| 5.        | 「save your dream」              | 小室哲哉          | 小室哲哉  | 小室哲哉  | 5:02  |
| 6.        | 「Hate tell a lie」              | 小室哲哉          | 小室哲哉  | 小室哲哉  | 4:51  |
| 7.        | 「LOVE IS ALL MUSIC」            | 小室哲哉          | 小室哲哉  | 小室哲哉  | 4:41  |
| 8.        | 「たのしく たのしく やさしくね」 | 小室哲哉&華原朋美 | 小室哲哉  | 小室哲哉  | 5:47  |
| 9.        | 「I WANNA GO」                   | 小室哲哉          | 小室哲哉  | 小室哲哉  | 4:25  |
| 10.       | 「YOU DON'T GIVE UP」            | 小室哲哉          | 小室哲哉  | 小室哲哉  | 5:52  |
| 11.       | 「tumblin' dice」                | 小室哲哉          | 小室哲哉  | 小室哲哉  | 4:18  |
| 12.       | 「here we are」                  | 小室哲哉          | 小室哲哉  | 小室哲哉  | 5:34  |
| 13.       | 「daily news」                   | 小室哲哉          | 小室哲哉  | 小室哲哉  | 4:18  |
| 14.       | 「as A person」                  | 華原朋美          | 菊池一仁  | 明石昌夫  | 4:41  |
| 15.       | 「be honest」                    | 華原朋美          | 菊池一仁  | 明石昌夫  | 5:10  |
| 合計時間: | 合計時間:                        | 合計時間:         | 合計時間: | 合計時間: | 76:44 |

| #         | タイトル                                     | 作詞                  | 作曲                                          | 編曲                          | 時間  |
| --------- | -------------------------------------------- | --------------------- | --------------------------------------------- | ----------------------------- | ----- |
| 1.        | 「Believe In Future 〜真夜中のシンデレラ〜」 | 華原朋美              | 菊池一仁                                      | 本間昭光                      | 4:38  |
| 2.        | 「Blue Sky」                                 | 華原朋美              | 桑原秀明                                      | 明石昌夫                      | 4:52  |
| 3.        | 「Never Say Never」                          | 中山加奈子            | Andy Marvel, Billy Mann&Jennifer Paige        | Andy Marvel                   | 3:39  |
| 4.        | 「PRECIOUS」                                 | 華原朋美&樋口侑       | Vincent Degiorgio, Berny Cosgrove&Kevin Clark | 斉藤仁                        | 4:21  |
| 5.        | 「あなたのかけら」                           | 高柳恋                | Vincent Degiorgio, Gary Carolla               | 斉藤仁                        | 4:51  |
| 6.        | 「あきらめましょう」                         | 華原朋美&グ・スーヨン | 木村充揮                                      | TATTO                         | 4:50  |
| 7.        | 「PLEASURE」                                 | 黒須チヒロ            | 細井かおり                                    | 清水信之                      | 4:01  |
| 8.        | 「あなたがいれば」                           | 並河祥太              | Kang Hyun Min                                 | 鈴木健治                      | 4:10  |
| 9.        | 「涙の続き」                                 | 秋元康                | Kang Hyun Min                                 | 鈴木健治                      | 4:23  |
| 10.       | 「華」(※)                                    | H.U.B.                | 幸克哉                                        | 2 SOUL for 2 SOUL MUSIC, INC. | 5:25  |
| 11.       | 「Keep On Running」(※)                       | Candy                 | TATTO                                         | TATTO                         | 4:05  |
| 12.       | 「あのさよならにさよならを」(※)              | 中島みゆき            | 中島みゆき                                    | 瀬尾一三                      | 4:29  |
| 13.       | 「夢やぶれて -I DREAMED A DREAM-」           | 岩谷時子              | クロード＝ミシェル・シェーンベルク            | 武部聡志                      | 3:51  |
| 14.       | 「はじまりのうたが聴こえる」(※)              | 華原朋美              | 小室哲哉                                      | 武部聡志                      | 5:05  |
| 15.       | 「Long way to go」(※)                        | 松井悠華              | 松井喬樹                                      | 宗本康兵                      | 5:07  |
| 合計時間: | 合計時間:                                    | 合計時間:             | 合計時間:                                     | 合計時間:                     | 67:47 |

### 初回限定盤DVD
| #  | タイトル                        | 作詞 | 作曲・編曲 | ディレクター | 時間 |
| -- | ------------------------------- | ---- | ---------- | ------------ | ---- |
| 1. | 「keep yourself alive」         |      |            | 武藤真志     | 5:04 |
| 2. | 「I BELIEVE (1Chorus Ver.)」    |      |            | 武藤真志     | 1:13 |
| 3. | 「I'm proud」                   |      |            | 武藤真志     | 4:28 |
| 4. | 「save your dream」             |      |            | 武藤真志     | 4:58 |
| 5. | 「Hate tell a lie」             |      |            | 武藤真志     | 4:43 |
| 6. | 「涙の続き」                    |      |            | 大橋洋生     | 4:19 |
| 7. | 「あのさよならにさよならを」(※) |      |            | 多田卓也     | 4:27 |
| 8. | 「はじまりのうたが聴こえる」(※) |      |            | 鈴木利幸     | 5:01 |